# Carballido (Fonsagrada)
Carballido (llamada oficialmente Santa María de Carballido) es una parroquia y una aldea española del municipio de Fonsagrada, en la provincia de Lugo, Galicia.

## Límites
Limita por el norte con Puente Nuevo y Logares, por el sur con los pueblos de Maderne y Trobo, por el este con Vega de Logares y para finalizar por el oeste con la Ribera de Piquín. 

## Geografía
Por su territorio transcurre el río Rodil que desemboca en el río Eo.

## Organización territorial
La parroquia está formada por diecisiete entidades de población:
- Burela (A Burela)
- Carballido
- Graña (A Graña)
- Gromaz
- Lentomil
- Llacín
- Pedreira (A Pedreira)
- Rebordela (A Rebordela)
- Río de Sabugo
- Sequeiro
- Torre (A Torre)
- Torviso
- Trevín
- Valiña das Ovellas (A Valiña das Ovellas)
- Veiga dos Vinteiros (A Veiga dos Binteiros)
- Vilar (O Vilar de Carballido)
- Vilar de Calvos
- Villaba (Vilalba)

## Demografía

### Parroquia
| Gráfica de evolución demográfica de Carballido (parroquia) entre 2000 y 2019 |
|                                                                              |
| Datos según el nomenclátor publicado por el INE.                             |

### Aldea
| Gráfica de evolución demográfica de Carballido (aldea) entre 2000 y 2019 |
|                                                                          |
| Datos según el nomenclátor publicado por el INE.                         |

## Economía
La economía de esta zona está basada en la agricultura y la ganadería. En esta zona se siguen elaborando productos artesanalmente como pan cocido en hornos de leña, empanadas, vino, quesos y embutidos.
Dado que en toda la parroquia no hay tiendas, diariamente tenderos con camiones visitan los pueblos para abastecer a los vecinos de pan, carne, pescado y todo lo necesario. En los pueblos cercanos a la parroquia hay algunos pequeños comercios.

## Equipación
En esta parroquia hay un colegio de educación primaria, aunque tiene muy pocos alumnos. Para completar los estudios los alumnos tienen que ir a colegios de pueblos más grandes cercanos a la parroquia.

## Patrimonio
- La iglesia de Santa María es un importante patrimonio cultural de la zona. Data del año 1721
- Otro de los símbolos de este territorio son los milenarios tejos de Carballido.
- Encontramos también otros símbolos de interés como son los tradicionales hórreos utilizados para guardar víveres.

## Lugares de interés
- El Gromaz, con techo de pizarra, el Sequeiro, de madera y pizarra, y la Torre, de pizarra, son hórreos elevados del suelo sobre cuatro o más pilares con diferentes materiales pero estructura similar. A diferencia de los hórreos gallegos típicos, no son rectangulares sino que utilizan un tejado a cuatro aguas.
- Llacín, horreo con techo de paja: Los hórreos de paja fueron abundantes en la zona hasta mediados de siglo XX. Después las cubiertas se elaboraban con otro tipo de materiales más resistentes. En la actualidad estas construcciones en muchas zonas se pueden dar por extinguidas.
- Vilar de Carballido, capilla: Esta pequeña ermita construida con materiales autóctonos consta de una sola nave y un pórtico por el que se accede a ella. Tiene un pequeño altar y figuras talladas en representación de vírgenes y santos aunque algunas de ellas no se conservan.
- Carballido, tejos: Son un símbolo milenario de las tierras gallegas. Tienen un sentido espiritual relacionado con la vida eterna. Por este motivo podemos encontrar algunos de estos árboles cerca de cementerios, iglesias o capillas complementando el conjunto religioso. Estos emblemáticos árboles se encuentran protegidos ya que cada vez se encuentran menos ejemplares.